# Іва Мото
Ейлін Куімапо Івамото, відома як Іва Мото (岩本アイリーン; 29 серпня 1988) — акторка філіппінського і японського походження. Зіграла в понад 30 фільмах і телесеріалах, починаючи з 2005 року.

## Біографія
Ейлін Куімапо Івамото народилася 29 серпня 1988 року в Тагуме в сім'ї японця і філіппінки старшою дитиною з трьох.
Перебуває у фактичному шлюбі з Пемпі Лаксоном. 23 вересня 2013 народила дочку Ів Лаксон.